# Christine Adjahi Gnimagnon
Christine Adjahi Gnimagnon (sinh năm 1945) là một tác giả đến từ Bénin.
Christine Adjahi sinh năm 1945 tại Zounzonmey, một ngôi làng nhỏ của Abomey, Bénin.

## Ấn phẩm
- Do Massé: Contes fons du Bénin. Paris: L'Harmattan, 2002. (124p.). ISBN 2-7475-3351-4
- Le Forgeron Magicien. Paris: L'Harmattan, 2008 (62p.). ISBN 978-2296049765 Mã số   980-2296049765.